# Gandesbergen
Gandesbergen egy község Németországban, a Weser-Nienburgi járásban. Lakosainak száma 532 fő (2023. december 31.).

## Fekvése
Wildeshausen Geest és a Steinhudenatúrpark között, körülbelül félúton Bréma és Hannover között fekvő település.

## Népessége
| Lakosok száma | 478  | 469  | 471  | 522  | 527  | 532  |
|               | 2016 | 2017 | 2019 | 2021 | 2022 | 2023 |

## Történelme
Gandesbergen falu 2010-ig Eystruphoz tartozott, amely Eystrup város székhelye is. 2011. január 1-ével egyesült  Grafschaft Hoyaval.